# Sieraków
Sieraków (niem. Zirke) – miasto w zachodniej Polsce, w woj. wielkopolskim, w powiecie międzychodzkim, siedziba gminy miejsko-wiejskiej Sieraków. Położone nad Wartą, na skraju Puszczy Noteckiej, na pograniczu Kotliny Gorzowskiej i Pojezierza Poznańskiego, pomiędzy dwoma jeziorami: Jaroszewskim i Lutomskim. Miasto posiada rozbudowaną infrastrukturę wypoczynkową (kręgielnia, liczne ośrodki wypoczynkowe) nad Jeziorem Jaroszewskim.
Według danych z 31 grudnia 2014 miasto liczyło 6089 mieszkańców.

## Położenie
Miasto jest położone nad rzeką Wartą i nad dwoma jeziorami: Jaroszewskim i Lutomskim.
Według danych z 10 lutego 2014 powierzchnia miasta wynosi 14,08 km².
W latach 1975–1998 miasto administracyjnie należało do woj. poznańskiego.
Większa część miasta położona jest na lewym brzegu Warty, na prawym znajduje się dzielnica Piaski.

## Nazwa

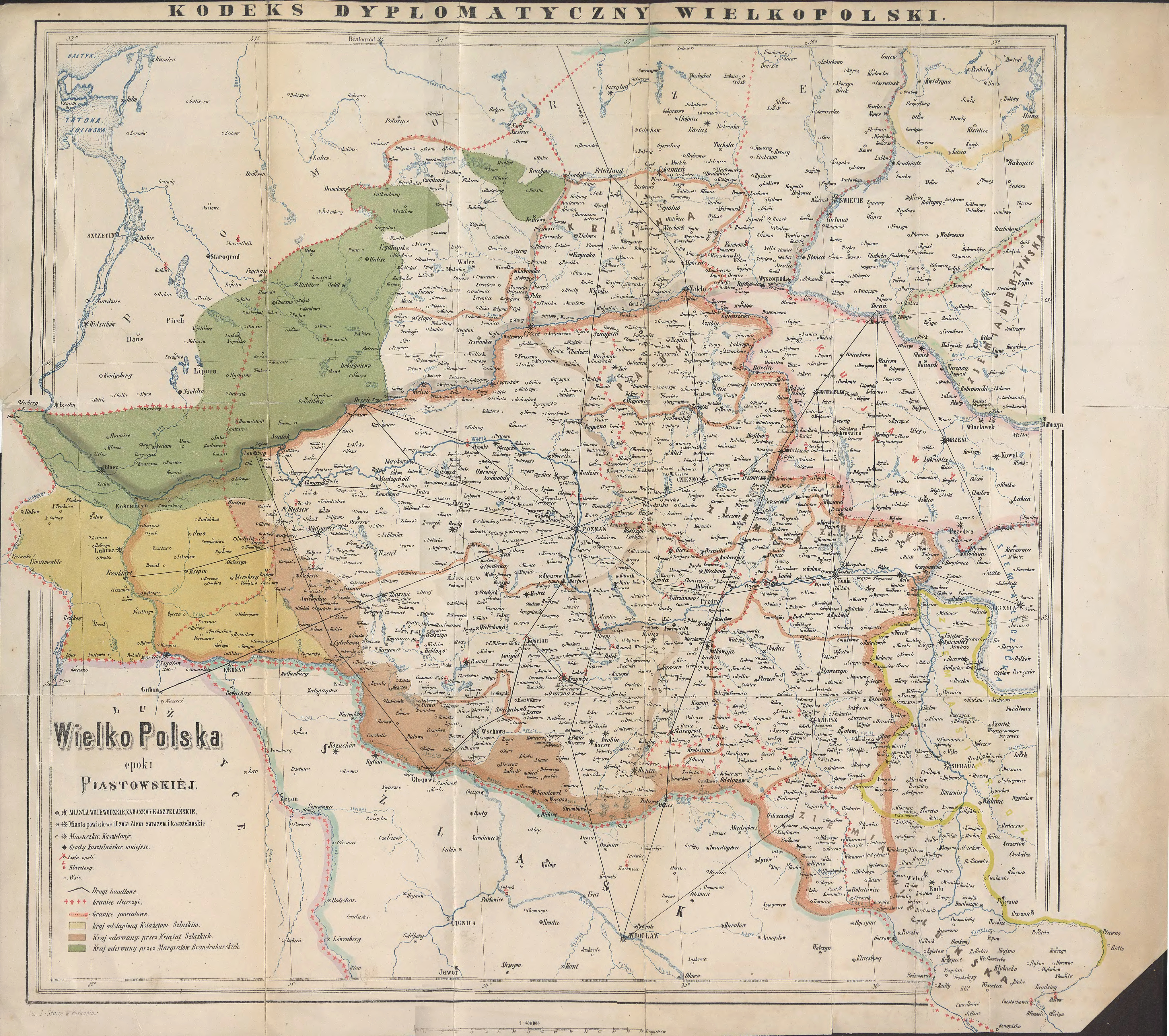
Sieraków na historycznej mapie Wielkopolski sporządzonej w 1888 roku według danych zaczerpniętych z Kodeksu dyplomatycznego

Miejscowość ma metrykę średniowieczną i jest notowana od XIII wieku. Pierwszy zapis w łacińskim dokumencie podrobionym w 1254 brzmiał Zirckow lub Zirckov we fragmencie ad viam Zircoviensem. Później nazwa notowana także w 1388 Syracowo, 1392 Sirakowo, 1409 Syracowo, 1421 Syrakowo, 1426 Szirakow, 1443 Sirakowo, 1470 Schirakow, 1472 Sziracowo, Szyracowo, 1486 Syrakow, 1490 Syrakow, 1493 Szyrakowo, 1494 Syracow, 1505 Schyrakow, 1524 Syrakow, 1580 Sierakowo.
Nazwa miasta pochodzi od nazwy osobowej Sierak utworzonej od średniowiecznego, słowiańskiego imienia Sirosław. Pierwotna nazwa miejscowości brzmiała Sirakowo, a jej zamiana w wyniku procesów fonetycznych w Sierakowo, a później w Sieraków nastąpiła w XVI wieku.

## Historia
Znaleziska archeologiczne z prac wykopaliskowych prowadzonych w latach 1911–1914 wskazują na istnienie w tym miejscu osady już w epoce brązu. Informacje o wykopaniu pod Sierakowem żelaznych grotów oraz popielnic z przedmiotami brązowymi odnotował w 1889 Słownik geograficzny Królestwa Polskiego.
Pierwszy zapis informujący o istnieniu grodu przy brodzie Warty pochodzi z 1251 gdzie miejscowość wymieniona jest jako Zirckow. Gród został założony na szlaku handlowym prowadzącym z Poznania przez Drezdenko do Szczecina. W 1388 jeden z dokumentów zawartych w Kodeksie dyplomatycznym Wielkopolski odnotowuje Dobrogosta z Sierakowa, który występuje jako świadek podczas procesów z zakonem krzyżackim. W latach 1391–1399 dziedziczką miasta była Wichna zwana wojewodziną z Sierakowa. Akta grodzkie poznańskie dostarczają informacji, że w 1392 miasto lokowane było na prawie niemieckim i w 1397 miało już zamek sierakowski (obecnie muzeum).
Miasto było prywatną własnością rodziny Nałęczów, a ściślej gałęzi rodziny, która przyjęła nazwisko Sierakowskich. W 1416 Władysław Jagiełło odnowił przywilej lokacyjny Sierakowa na prawach magdeburskich. W 1450 właścicielem miasta został wojewoda poznański Łukasz I Górka. Jego syn, Uriel Górka wybudował w Sierakowie szpital i kościół pod wezwaniem św. Ducha. W czasie wojny trzynastoletniej Sieraków wystawił w 1458 roku 6 pieszych na odsiecz oblężonej polskiej załogi Zamku w Malborku. W 1524 w mieście pobierano cło od zagranicznych kupców przybywających do Królestwa Polskiego. Właścicielem miasta był Andrzej Górka (zm. 1551).
W XVI wieku mieszkańcy trudnili się rolnictwem oraz drobnym rzemiosłem. W 1580 Sieraków był prywatnym miastem szlacheckim i położony był w powiecie poznańskim województwa poznańskiego w Rzeczypospolitej Obojga Narodów. W tym roku miejscowość zanotowana została w historycznych dokumentach podatkowych. Mieszkańcy płacili wówczas 14 grzywien szosu, 183 złotych czopowego oraz inne podatki. W mieście pracowało wówczas 5 piekarzy, garncarzy i komorników, a także po szewców i kowali, po 3 rzeźników, krawców i sukienników, po 2 kuśnierzy, budowniczych, kupców, szynkarzy i rybaków. Miasto liczyło 3 łany osiadłe oraz ćwierć łana roli należącego do miejscowego dziedzica, który posiadał folusz oraz 2 młyny napędzane kołami wodnymi.
Rodzina Górków w 1591 odsprzedała miasto wraz z czternastoma okolicznymi wsiami Piotrowi Opalińskiemu. Okres, w którym ta rodzina była właścicielami miasta należy do najpomyślniejszych w jego historii. Nowy właściciel rozpoczął budowę kościoła bernardyńskiego. W mieście założono drukarnię i powstał teatr. W 1649 Krzysztof Opaliński wspólnie z bratem Łukaszem Opalińskim założył w mieście gimnazjum, którego program współtworzył Jan Ámos Komenský nauczyciel braci czeskich. 7 czerwca 1658 do miasta przybył król polski Jan II Kazimierz Waza wraz z małżonką Ludwiką Marią Gonzagą, która wyjechała stąd do Berlina. Król przebywał w mieście do 25 czerwca i zwiedził okolicę m.in. pobliski Drzeń. W 1679 region nawiedziła chmura szerszeni, która zanotowana została w miejscowej kronice.

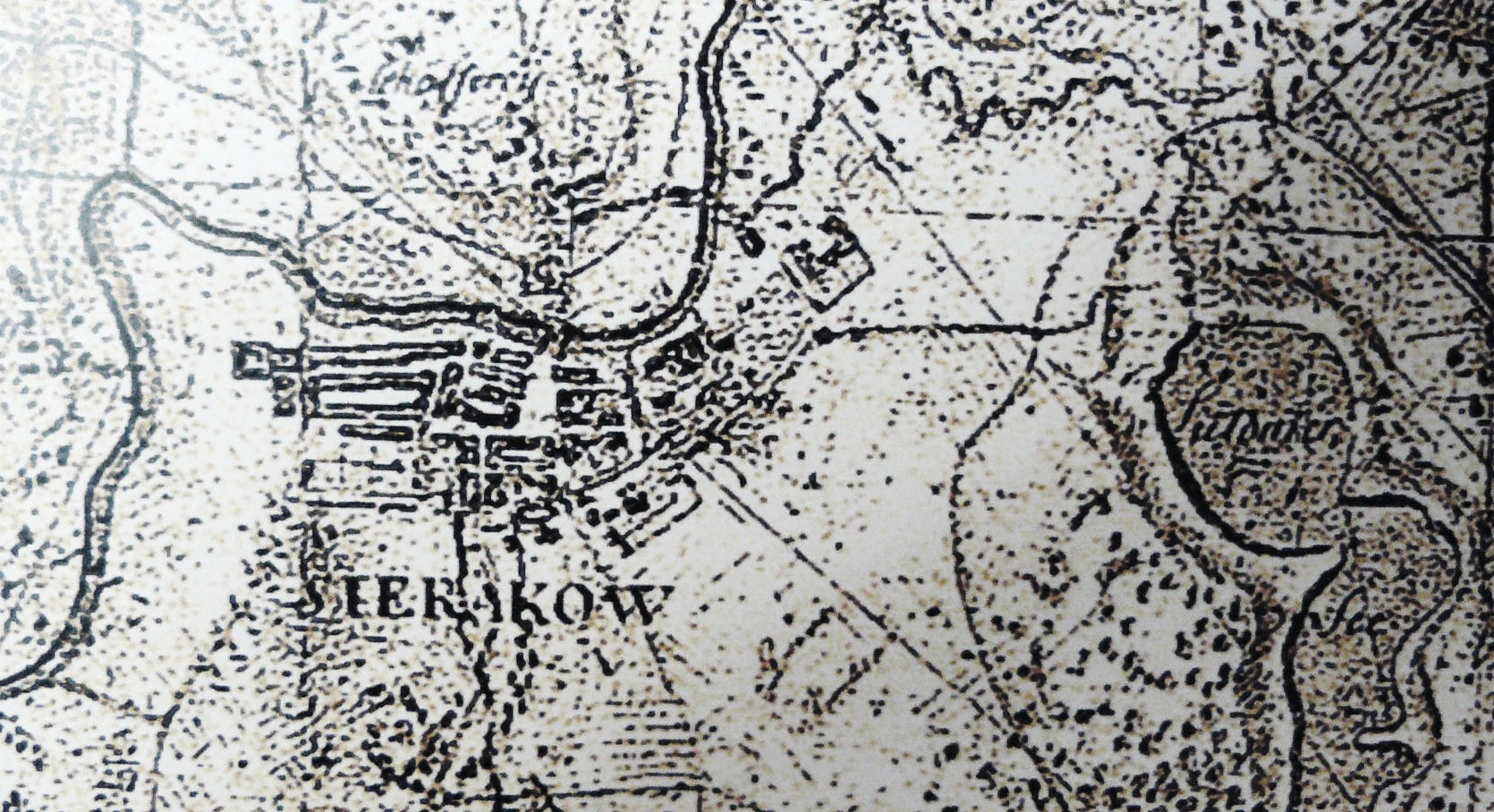
Sieraków w 1770

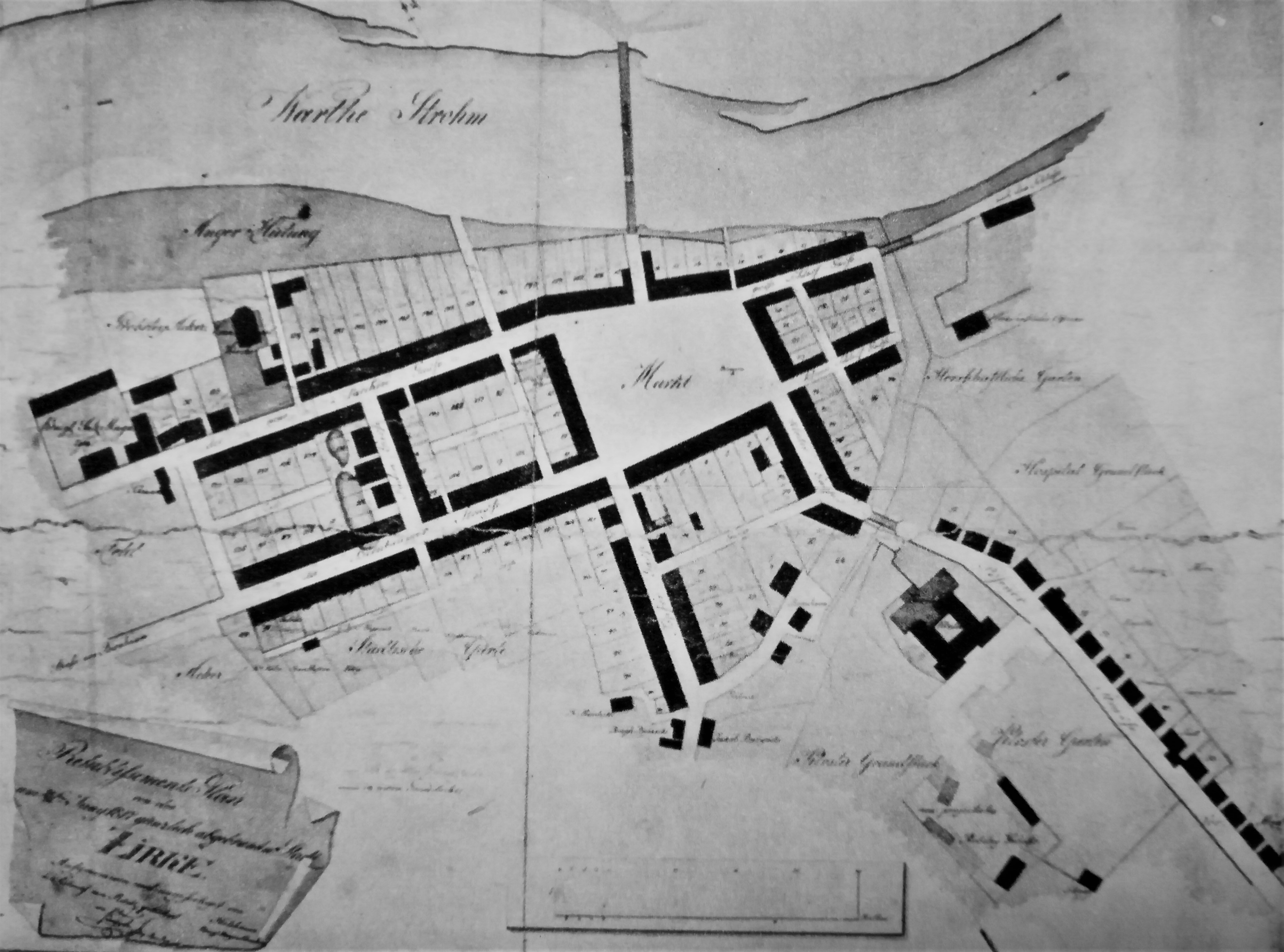
Plan Holzhauera z 1817

Ostatnia właścicielka Sierakowa z rodu Opalińskich, Maria Leszczyńska (córka Katarzyny z Opalińskich i Stanisława Leszczyńskiego) wniosła Sieraków w wianie królowi francuskiemu, Ludwikowi XV. Miasto kupił w 1752 minister króla Augusta III, Henryk Brühl. Pod koniec XVIII w. właścicielem miasta został polski hrabia Łukasz Bniński.
W mieście odbywało się wówczas 8 jarmarków rocznie. W miejscowości w 139 dymach mieszkało wówczas 1206 mieszkańców oraz 21 zakonników. Znajdowała się w niej cegielnia, a warsztaty posiadali liczni rzemieślnicy: 21 szewców, 18 krawców, 12 kuśnierzy, po 11 sukienników i kupców, 10 rzeźników, po 6 stolarzy i kowali, po 4 garncarzy, piekarzy i muzykantów, po 3 rybaków, ślusarzy, golarzy i kołodziejów, po 2 płócienników, cieśli, murarzy i mydlarzy.

### Zabory Polski

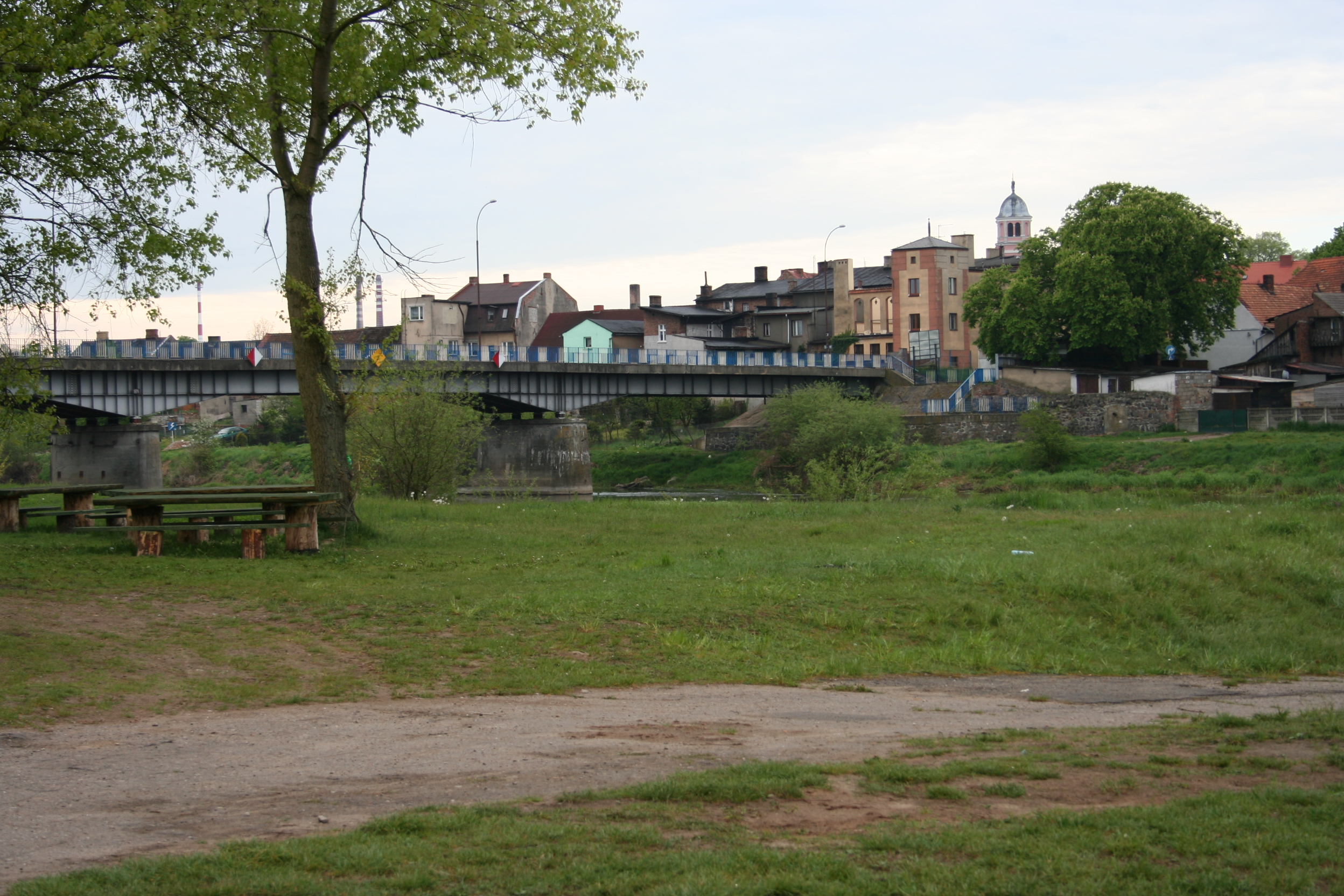
Widok na most z lat 1908–1909 nad Wartą i zabytkową część Sierakowa

Po II rozbiorze Polski przeszło pod zabór pruski. Do 1791 Sieraków wchodził w skład powiatu poznańskiego, później wcielony został do powiatu międzyrzeckiego. W 1793 wojska pruskie wkraczające do miasta spotkały się ze zbrojnym oporem stacjonujących tu jednostek polskich (podobny opór stawiły wojska jeszcze w drugim wielkopolskim mieście – w Kargowej).
W latach 1807–1815 miasto znajdowało się w granicach Księstwa Warszawskiego utworzonego po zwycięskim dla Polaków powstaniu wielkopolskim 1806 roku. W 1811 w mieście znajdowało się 160 domów, w których mieszkało 1174 mieszkańców. W 1815 po kongresie wiedeńskim weszło w skład Wielkiego Księstwa Poznańskiego i leżało w powiecie międzychodzkim ponownie w zaborze pruskim. W 1843 wzrosła liczba domów do 189 oraz mieszkańców do 2060 wśród których było 895 katolików, 815 protestantów i 350 wyznawców judaizmu.
W 1817 w mieście wybuchł pożar, który prawie całkowicie je zniszczył. Ordynację miejską ponownie uzyskało 17 marca 1833. W 1848 podczas wiosny ludów, mieszkańcy przyłączyli się do przegranego przez Polaków powstania wielkopolskiego. Miejscowi Niemcy zawiązali wówczas w mieście ligę niemiecką, która domagała się przyłączenia do Rzeszy niemieckiej.
W XIX-wiecznym Słowniku geograficznym Królestwa Polskiego pod nazwą Sieraków wymienione jest miasto, okrąg miejski, zakład stadniczy, nadleśnictwo królewskie oraz okręg dominium leżące w powiecie międzychodzkim w dekanacie lwóweckim. W mieście znajdowało się wówczas 209 domów zamieszkiwanych przez 2324 mieszkańców, a także kościół katolicki i protestancki, synagoga, stacja telegraficzna, urząd pocztowy, apteka, lekarz, weterynarz, miejska kasa oszczędności. Odbywały się tu również 4 jarmarki rocznie.

### II RP
W 1918 na terenie Wielkopolski wybuchło kolejne powstanie wielkopolskie. W tym okresie w mieście został uformowany oddział, który wspólnie z powstańcami z Pniew i Szamotuł usunął z Sierakowa administrację pruską, a następnie wziął udział w walkach pod Kolnem i Zatomiem. W 1920 Sieraków wraz z większością historycznej Wielkopolski ponownie wszedł w skład odrodzonego państwa polskiego II RP.

### II wojna światowa
W czasie radzieckiej ofensywy styczniowej w 1945 roku w mieście znajdował się sztab dowódcy I Frontu Białoruskiego marszałka ZSRR Gieorgija Żukowa (na pamiątkę tego faktu przy ul. 8 stycznia 16 po wojnie wmurowano tablicę pamiątkową).

## Zabytki

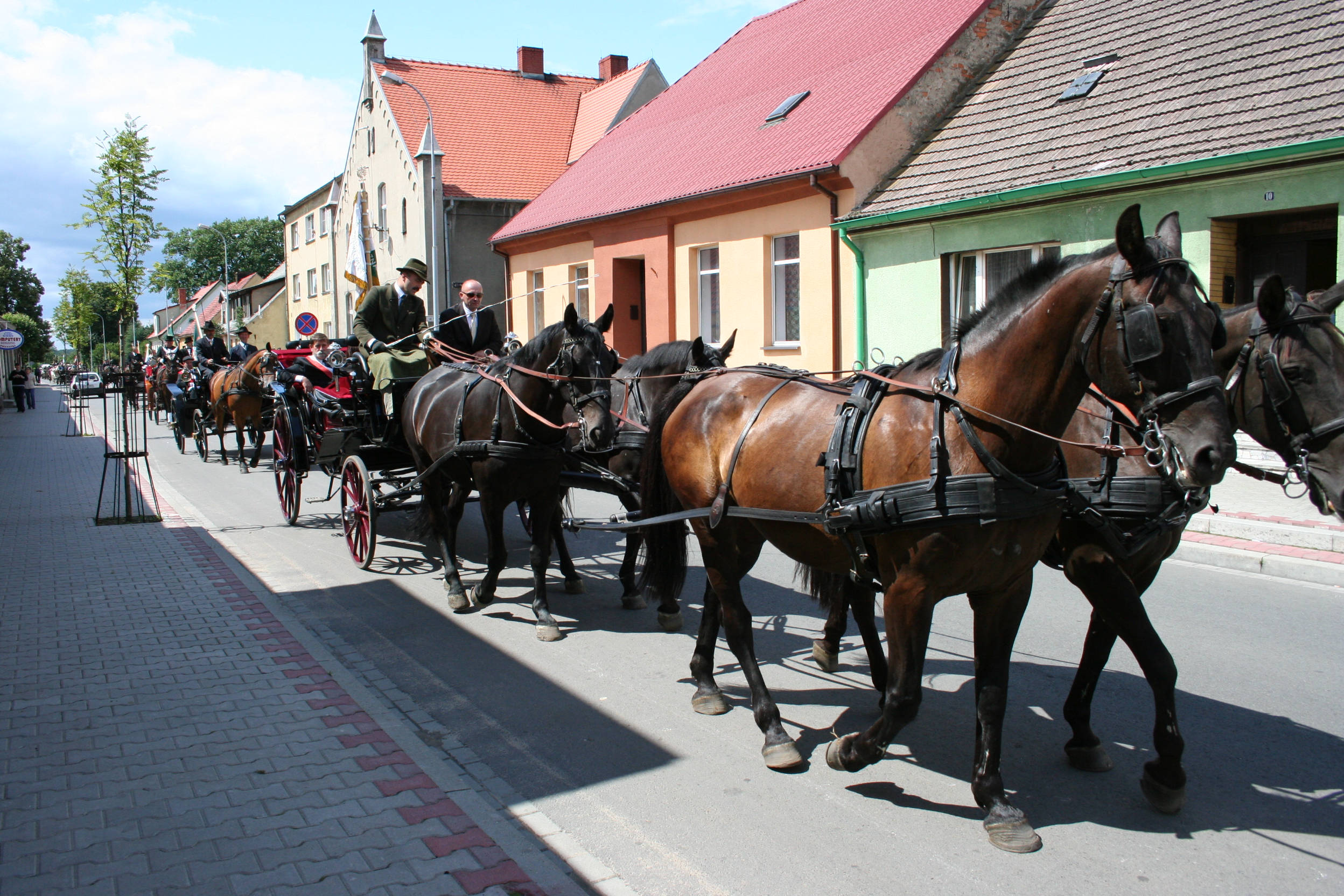
Zabytkowe zabudowania przy ul. 8 Stycznia

Lista zabytków chronionych prawem w Sierakowie:
- Historyczne założenie urbanistyczne z okresu 1416–XX w.,
- Zespół klasztorny bernardynów:
  - kościół NMP Niepokalanie Poczętej – zwany Perłą Sierakowa. Kościół parafialny zbudowany w latach 1624–1639 z bogato zdobionym barokowym wnętrzem.
  - skrzydło klasztoru z 1819, obecnie plebania,
- Kościół ewangelicki – gmina ewangelicka została założona w Sierakowie w 1750. Kościół konstrukcji szachulcowej wzniesiono w latach 1783–1785. Nieczynny obiekt, znajdujący się dawniej w zarządzie parafii sierakowskiej w listopadzie 2010 uległ katastrofie budowlanej (zawaliła się południowa część świątyni – wieża). Był on jednym z dwóch zachowanych w Wielkopolsce oryginalnych (nieprzebudowanych) kościołów ewangelickich konstrukcji szachulcowej[14].
- Synagoga – budowla z końca XIX w.
- pozostałość Zamku Opalińskich – odrestaurowane lewe skrzydło istniejącego od XIV w. zamku, gdzie czerwcu 1995 w zamku zostało otwarte muzeum. Do piwnic zamkowych, zamienionych na kryptę z ołtarzem, przeniesiono odnalezione w 1991, w podziemiach kościoła pobernardyńskiego sarkofagi z prochami rodu Opalińskich.
- Zespół zabudowań stada ogierów z 1. poł. XIX–XX w., obejmujący:
  - dom kierownika (tzw. pałac) z 1890,
  - ujeżdżalnię z 1829,
  - stajnię (z wozownią i szorownią),
  - 4 pawilony mieszkalne (narożne),
  - ambulatorium,
  - dom „Biały Domek”,
  - park dworski.
- dawny szpital Św. Ducha – obecnie dom mieszkalny,
- dom z 1. poł. XIX w. (ul. 8 Stycznia 7).

## Transport i komunikacja

### Drogi
Wewnętrzny układ drogowy na terenie miasta Sieraków ma charakter promienisty, dośrodkowy. Na rynku (plac Powstańców Wielkopolskich) krzyżują się 3 ciągi drogowe łączące Sieraków z drogami wojewódzkimi i pośrednio z przyległymi gminami.
Przez miasto przebiegają 4 drogi wojewódzkie:
- droga wojewódzka nr 133 biegnąca do Chrzypska Wielkiego,
- droga wojewódzka nr 150 biegnąca przez Puszczę Notecką do Wronek,
- droga wojewódzka nr 182 biegnąca z Międzychodu do Wronek, mająca największe znaczenie i najbardziej ruchliwa z dróg wojewódzkich przebiegających przez miasto,
- droga wojewódzka nr 198 biegnąca południowym krańcem Puszczy Noteckiej do Radgoszczy w gm. Międzychód.

Najwygodniejszą opcją dojazdu do Sierakowa z Poznania, jest dojazd południową częścią miasta drogą powiatową nr 32101, która w Upartowie łączy się z drogą nr 186, bezpośrednio biegnącą do najbliższej drogi krajowej nr 24 w Kwilczu. Droga ta cechuje się bardzo dobrym stanem technicznym i stanowi główną arterię umożliwiającą połączenie Sierakowa ze stolicą województwa, Poznaniem.

### Kolej

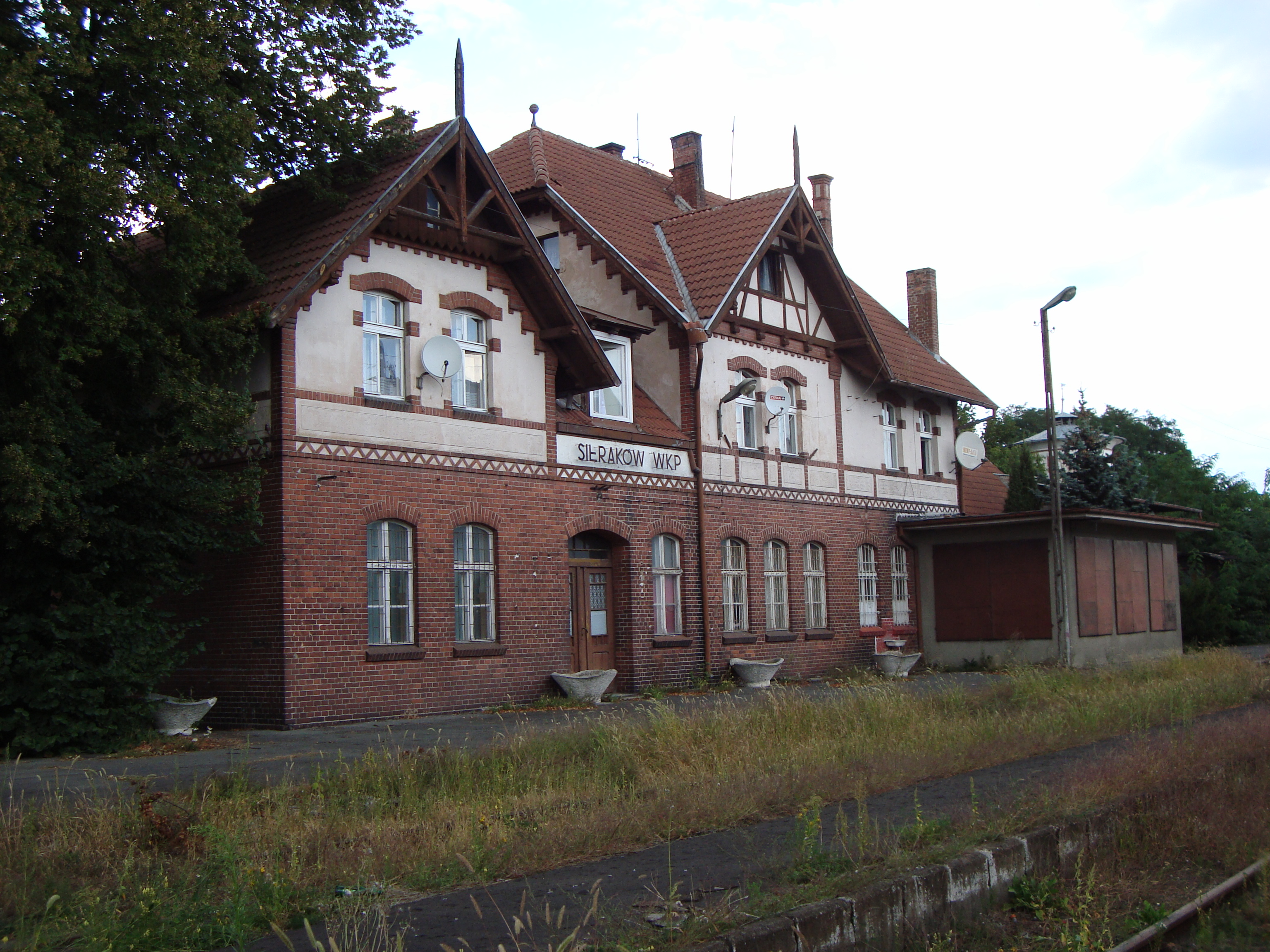
Dworzec PKP

Przez Sieraków przebiega jednotorowa, niezelektryfikowana linia kolejowa nr 368 drugorzędna łącząca Szamotuły i Międzychód. Dworzec kolejowy dysponuje bocznicą kolejową i rampami wyładowczymi. Z uwagi na małe zainteresowanie usługami świadczonymi przez PKP Linie Lokalne od 1995 ruch pociągów osobowych na trasie Szamotuły – Międzychód został zawieszony. Najbliższa stacja kolejowa obsługująca ruch osobowy znajduje się około 20 km od Sierakowa w mieście Wronki.
Linia ożyła ponownie 13 sierpnia 2011 za sprawą przyjazdu pociągu Pojezierze z Poznania. Zabytkowy parowóz przejechał nieczynny szlak z Międzychodu do Sierakowa. W 2014 do Sierakowa powróciło stałe, sezonowe połączenie kolejowe z Poznaniem. Pociąg RYBAK łączy w niedzielne wakacje stolicę województwa Poznań z Sierakowem. Ze względu na remont torowiska, na odcinku Międzychód – Sieraków pociąg jest prowadzony Kolejową Komunikacją Zastępczą.

### Komunikacja PKS
W Sierakowie znajduje się 5 przystanków autobusów PKS. Autobusem z Sierakowa można dojechać między innymi do stolicy województwa (przez Pniewy lub Wronki) oraz do Międzychodu. Pojedyncze kursy wykonywane są również w relacjach do Szamotuł, Międzyrzecza, Sulęcina i Chrzypska Wielkiego. Na przystankach zatrzymują się autobusy PKS Poznań oraz PKS Gorzów Wlkp.

### Komunikacja miejska
Jedyna linia miejska nr 50 została uruchomiona po raz pierwszy w latach 70. XX wieku. Autobusy PKS w sezonie letnim kursowały na trasie z plaży na rynek, w późniejszym okresie linia ta została przedłużona do Lutomia, gdzie znajdowało się szkolne schronisko młodzieżowe. Druga odsłona komunikacji miejskiej zaczęła się 13 sierpnia 2011 z okazji przyjazdu pociągu Pojezierze. Historyczny Autosan H9-35 kursował przez kilka godzin na trasie Dworzec Kolejowy – Zamek – Rynek – Plaża nad jeziorem. Od 2011 komunikacja miejska kursuje regularnie na tej trasie w dniach przyjazdu do Sierakowa pociągów turystycznych.

## Atrakcje turystyczne

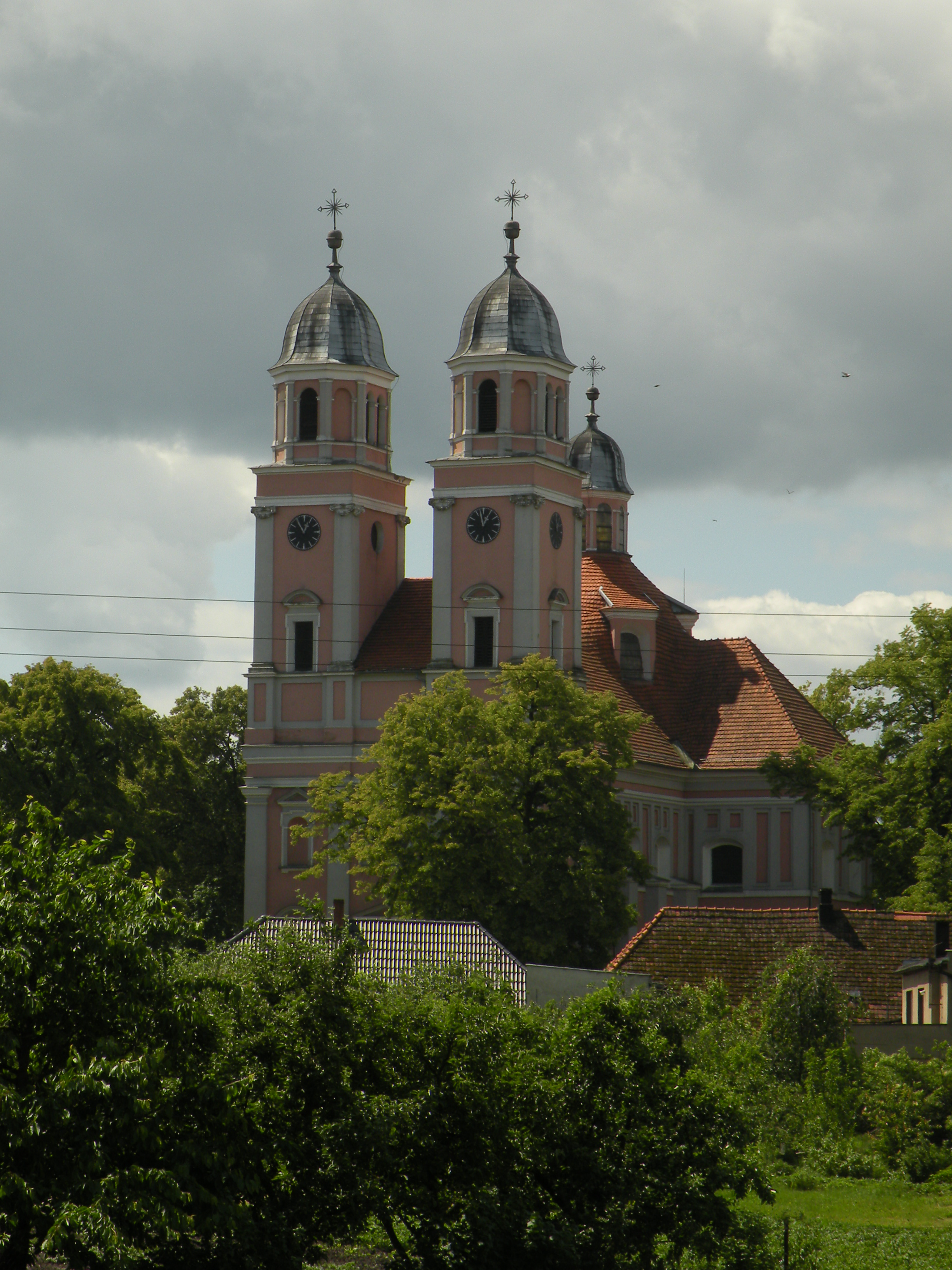
Kościół pobernardyński

- Kościół Parafialny pobernardyński Najświętszej Maryi Panny Niepokalanie Poczętej z XVII w.
- Muzeum Zamek Opalińskich
- Stado Ogierów rasy wielkopolskiej, założone w 1829
- Kręgielnia (Klub Kręglarski WRZOS)
- Synagoga w Sierakowie
- Młodzieżowa Orkiestra Dęta Vivat!, działająca przy stowarzyszeniu ArtVivat![18]
- Dziesięcioprzęsłowy most – most biegnący przez Wartę powstały w latach 1908–1909. Jest jedną z najstarszych konstrukcji betonowych w Wielkopolsce. Łączy centrum Sierakowa z przedmieściem Piaski oraz umożliwia dojazd do Puszczy Noteckiej.

W Sierakowie nad Jeziorem Jaroszewskim wyznaczono 2 letnie kąpieliska:
- Plaża Miejska nad Jeziorem Jaroszewskim OSiR (ul. Poznańska 26)
- Kąpielisko Centralnego Ośrodka Sportowo-Szkoleniowego TKKF (ul. Poznańska 27)

## Atrakcje przyrodnicze
- Rezerwat przyrody Buki nad Jeziorem Lutomskim
- Puszcza Notecka – jeden z największych kompleksów leśnych w Polsce
- dolina rzeki Warty
- pomnik przyrody – dąb szypułkowy, znajdujący się na terenie Stada Ogierów
- pomnik przyrody – dąb „Józef”[20], znajdujący się w pobliskim Marianowie, 230-letni dąb o obwodzie ok. 840 cm.
- Sierakowski Park Krajobrazowy – Sieraków znajduje się w centrum parku krajobrazowego

## Oświata
Miasto zapewnia nauczanie na poziomie podstawowym, gimnazjalnym i średnim.
Od niedawna w Sierakowie działają dwa przedszkola:
- Samorządowe „Przedszkole Przyjaciół Książki”, ul. Przedszkolna 3,
- Prywatne „Przedszkole Kolorowe Nutki”, ul. Daszyńskiego.

W mieście działa jedna Szkoła Podstawowa im. mjr Henryka Sucharskiego obejmująca również swoim zasięgiem pobliskie wioski (Bucharzewo, Chalin, Chorzępowo, Górę, Grobię, Kłosowice, Ławicę, sołectwo Marianowo, Przemyśl i Śrem).
Na poziomie gimnazjalnym i średnim kształci Zespół Szkół, w którym znajdują się gimnazjum, technika (zawodowe i profilowane) oraz liceum ogólnokształcące. Dodatkowo dla starszych osób w Sierakowskim Ośrodku Kultury odbywają się sesje Uniwersytetu Trzeciego Wieku.

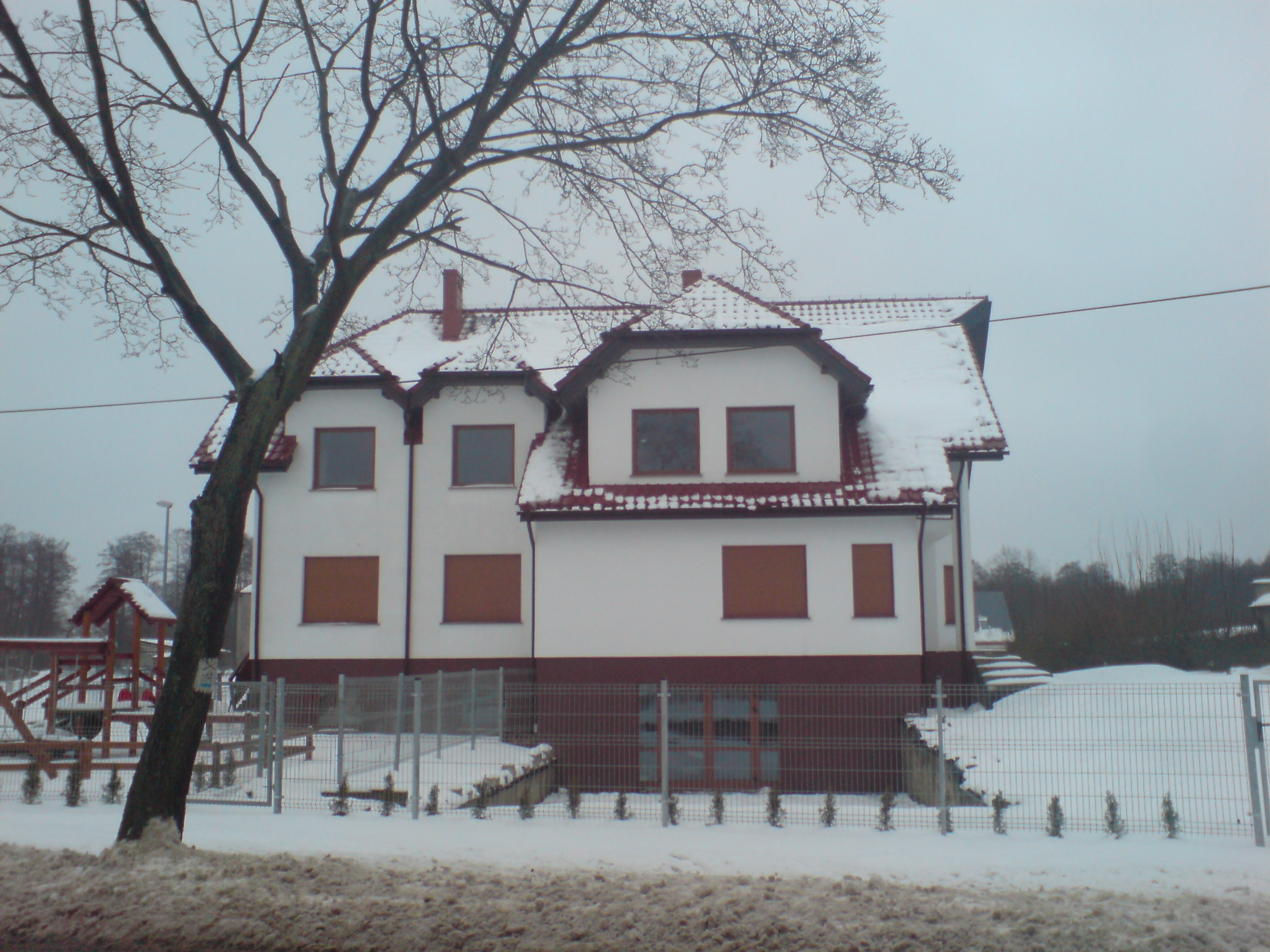
Prywatne przedszkole „Kolorowe nutki” przy ul. Daszyńskiego i ul. bł. Narcyza Putza
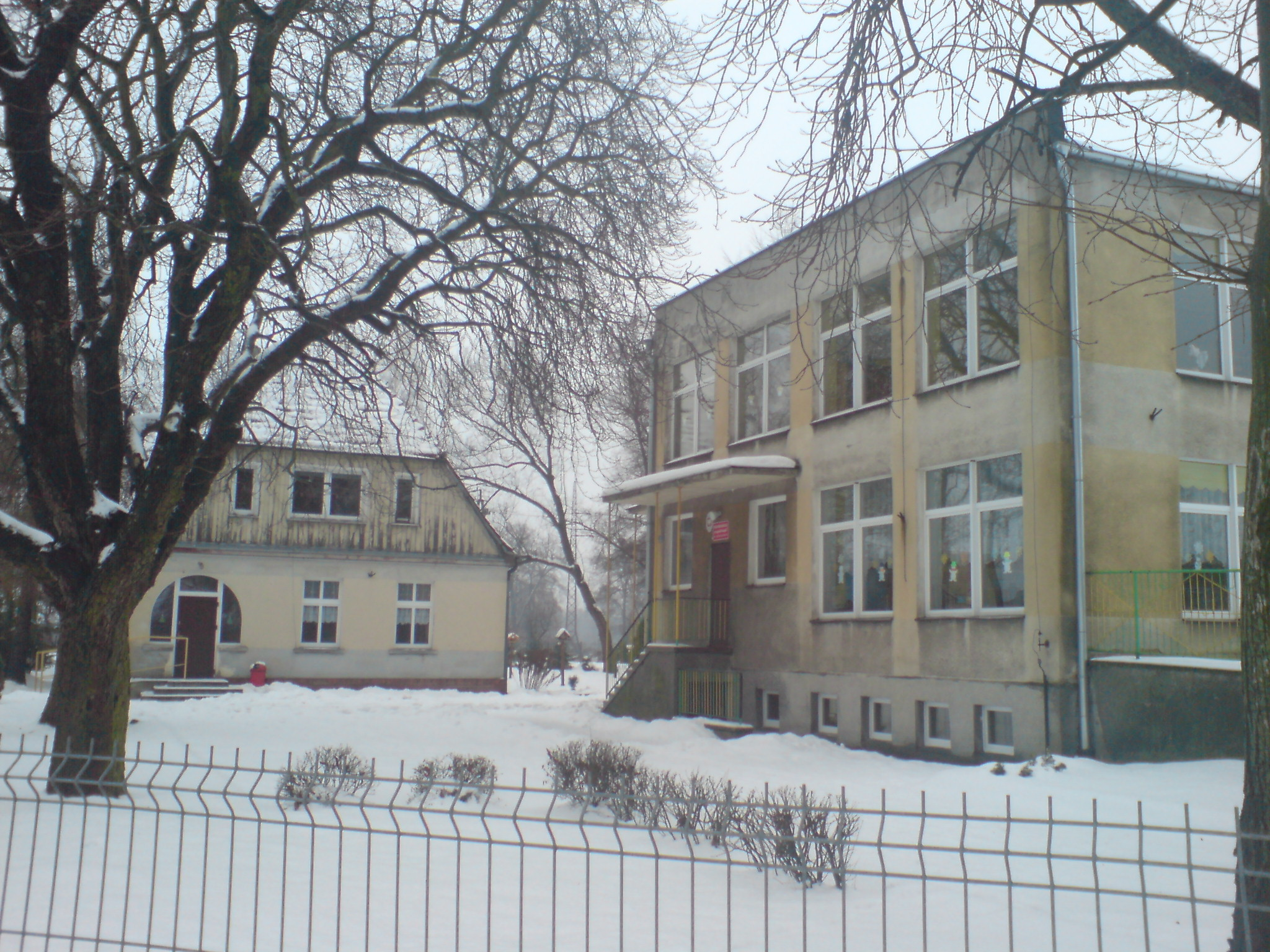
Samorządowe przedszkole „Przyjaciół książki” przy ul. Przedszkolnej
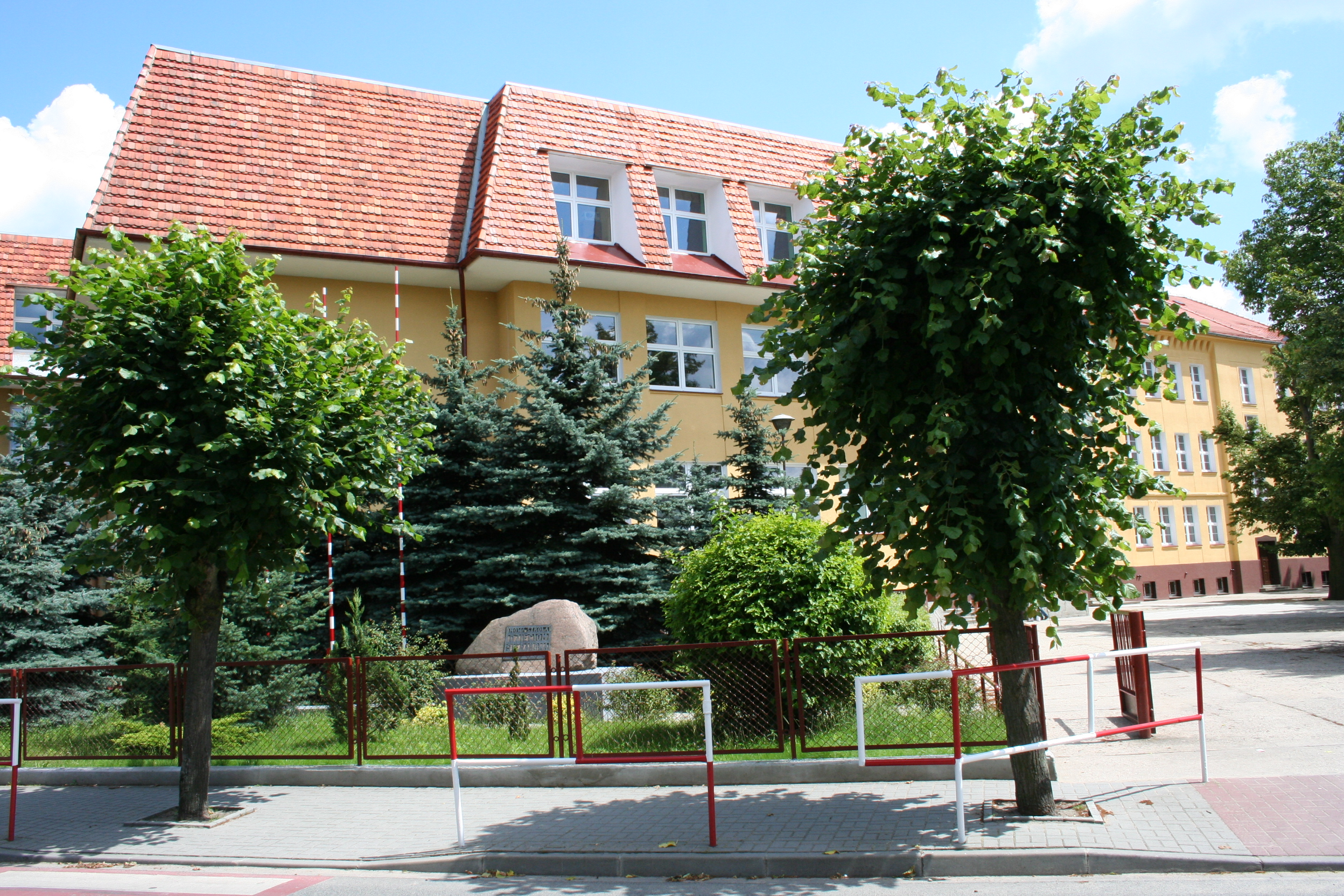
Szkoła Podstawowa im. Henryka Sucharskiego przy ul. Bohaterów
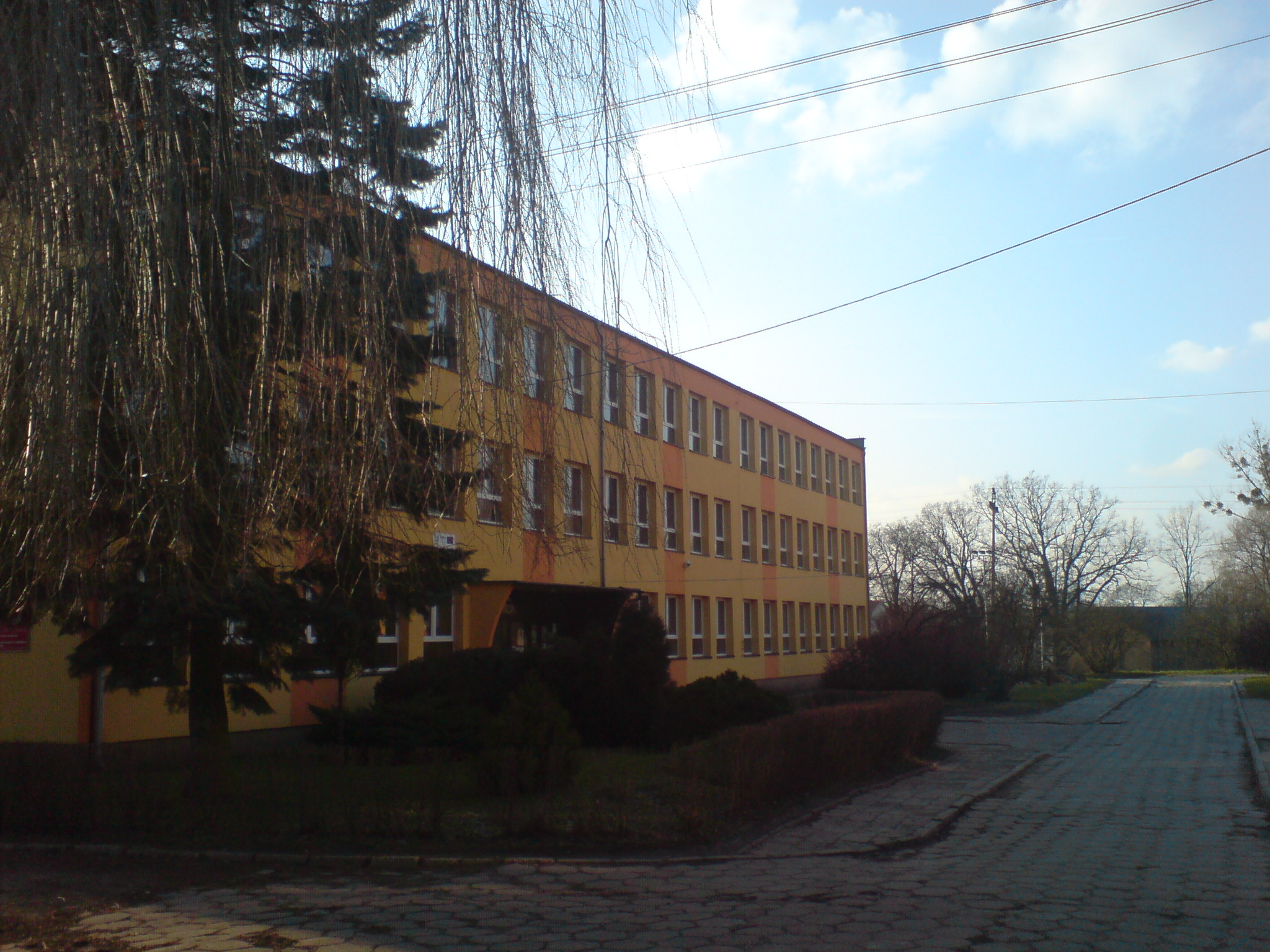
Zespół Szkół im. Maksymiliana Siły Nowickiego przy ul. Wronkieckiej

## Demografia

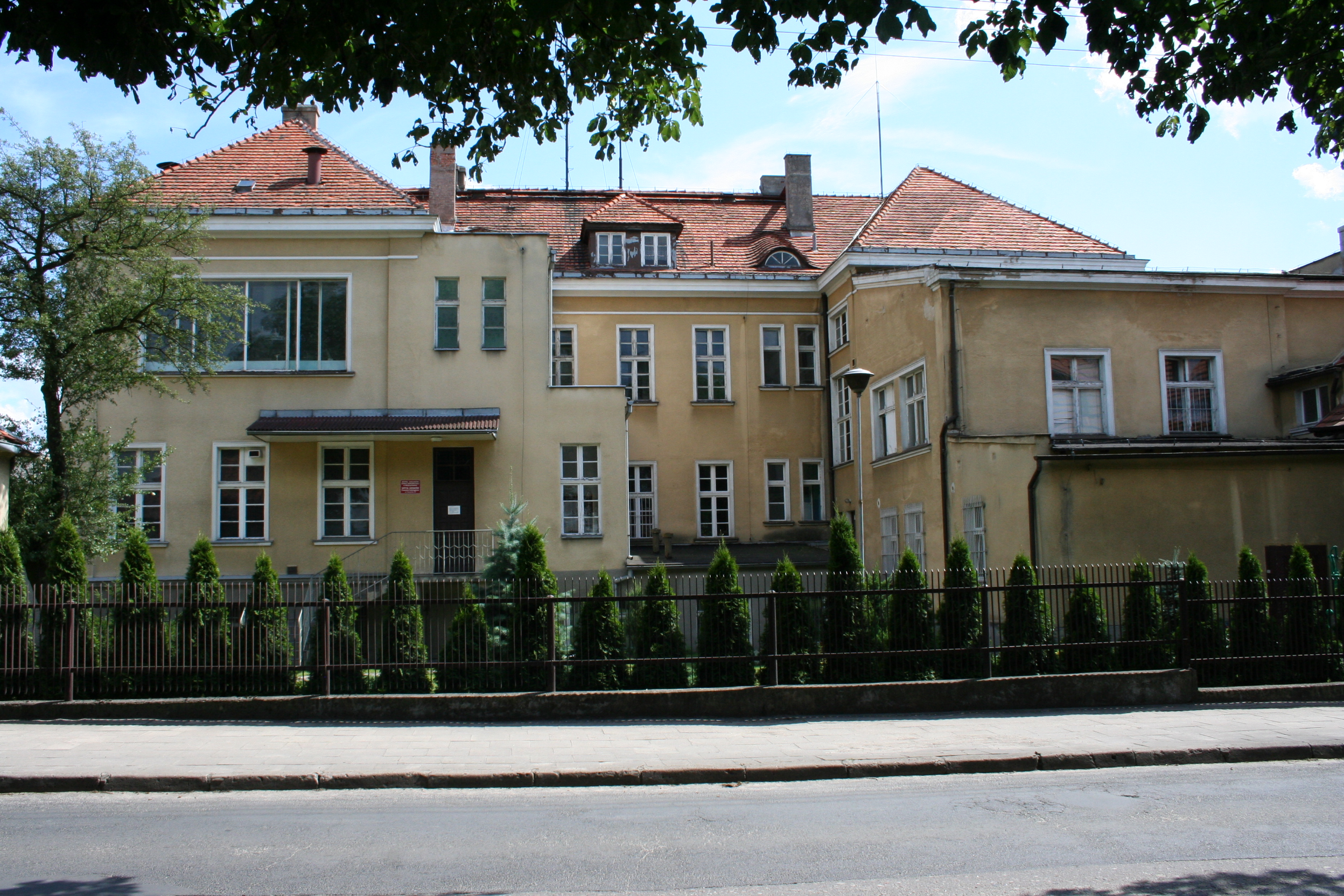
Szpital położniczy, widok z ulicy Wronieckiej

Miasto zalicza się do klasy miast małych. Liczba jego mieszkańców, na przestrzeni ostatnich 35 lat systematycznie rosła, aż do roku 1998, w którym to po raz pierwszy zaobserwowano spadek ludności. Najwyższą liczbę ludności Sieraków osiągnął w roku 1997, gdy liczba mieszkańców miejscowości liczyła prawe 6200 mieszkańców. Następnie obserwowany był dość znaczny spadek mieszkańców o około 200 osób.
W chwili obecnej w Sierakowie obserwuje się stopniowy, lecz nieznaczny wzrost liczby mieszkańców. W przeciągu ostatnich 5 lat w mieście przybyło około 100 osób. Zgodnie z bilansem opracowanym na podstawie wyników NSP w 2011 r., na dzień 31.12.2011 r. miasto liczyło 6120 osób.

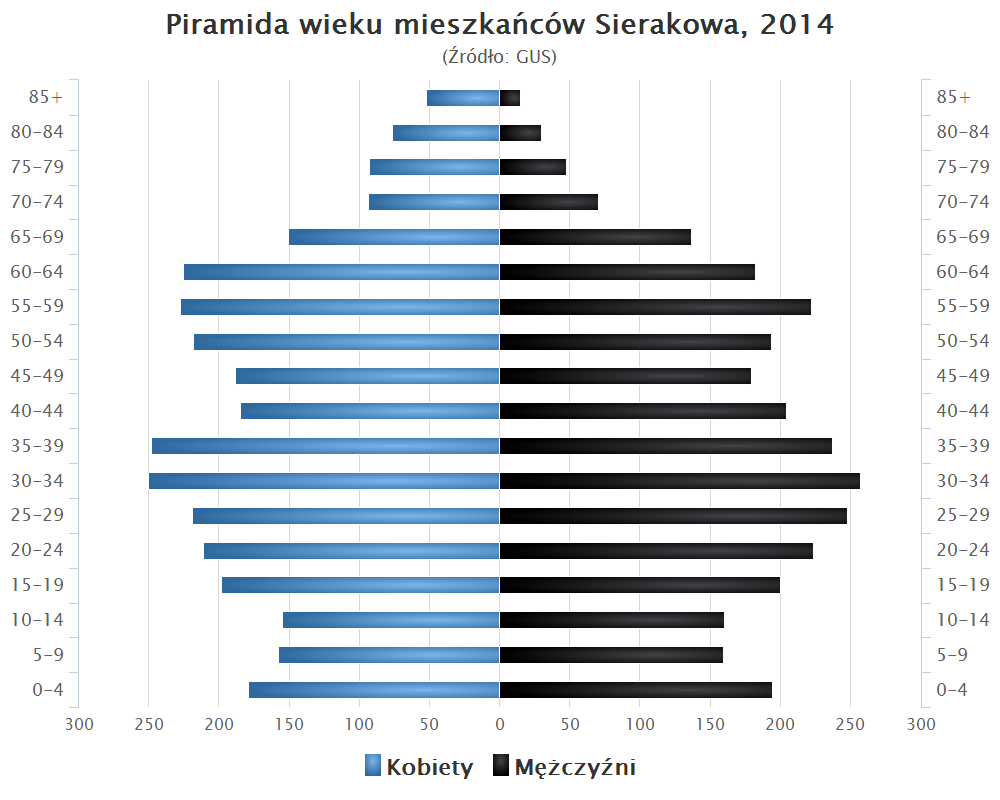
Piramida wieku mieszkańców Sierakowa w 2014 roku

## Sport
Na terenie Sierakowa działają liczne kluby sportowe m.in. SKS Warta Sieraków, Klub Kręglarski Wrzos, UKS Kormoran Sieraków, Basketball Club Sieraków.
Funkcjonuje kilka obiektów sportowych m.in. automatyczna kręgielnia 4-torowa, kompleks boisk „Orlik”, boiska przy OSiR Sieraków, ośrodek TKKF, a w nim hala sportowa, boiska, korty tenisowe, bieżnia; boiska do piłki plażowej, wypożyczalnie sprzętu wodnego.
Najstarszym klubem jest powstały w 1939 Sierakowski Klub Sportowy Warta Sieraków, korzystający ze stadionu miejskiego przy ul. Dworcowej 19. Po wojnie przekształcił się w SKS "Spójnia" i w przeciwieństwie do klubu sprzed wojny, który grał po prawej stronie Warty, miał siedzibę koło tamtejszej huty szkła. Od 1 maja 1977 do 31 sierpnia 1979 roku występował w klasie C, natomiast w latach 1979–1980 w klasie B. W 1980 klub został rozwiązany, a w 1990 reaktywowany. W 1998 roku przejął klub Grzegorz Chojan, który doprowadził Wartę Sieraków do ligi okręgowej. W 2023 uczestniczył on w rozgrywkach piłkarskich w grupie wielkopolskiej II, w klasie A. Klub używa barw niebiesko-biało-zielonych.

## Wspólnoty wyznaniowe
- Parafia Najświętszej Maryi Panny Niepokalanie Poczętej w Sierakowie
- Świadkowie Jehowy: zbór Sieraków[25].

## Gospodarka
Miasto leży w okolicy pokładów glinki, wapna oraz węgla brunatnego. W XIX wieku w okolicy znajdowały się 2 kopalnie węgla, 2 wapniarnie, 2 gorzelnie, tartak napędzany silnikiem parowym oraz cegielnie.
Obecnie w Sierakowie znajduje się kilka zakładów pracy. Największy z nich, to huta szkła, powstała w 1924 roku, obecnie należąca do firmy BA Glass Poland Sp. z o.o., oddziału portugalskiej spółki BA Vidro S.A.
Huta szkła zajmuje się produkcją butelek ze szkła bezbarwnego.
W mieście znajdują się również duże zakłady mięsne firmy Ferrarini Sp. z o.o., Bank Spółdzielczy Pojezierza Sierakowsko-Międzychodzkiego oraz oddział Banku PKO BP.
W okolicach miasta rozwinięte jest rolnictwo. Na rozległych terenach uprawia się m.in. zboża, ziemniaki, pomidory, szparagi, także owoce: jabłka, truskawki.
Ważną rolę w gospodarce Sierakowa od wielu lat zajmuje również turystyka. W pobliżu miasta znajdują się ośrodki wypoczynkowe i hotele z dużą bazą noclegową i zapleczem rekreacyjnym.

## Miasta partnerskie

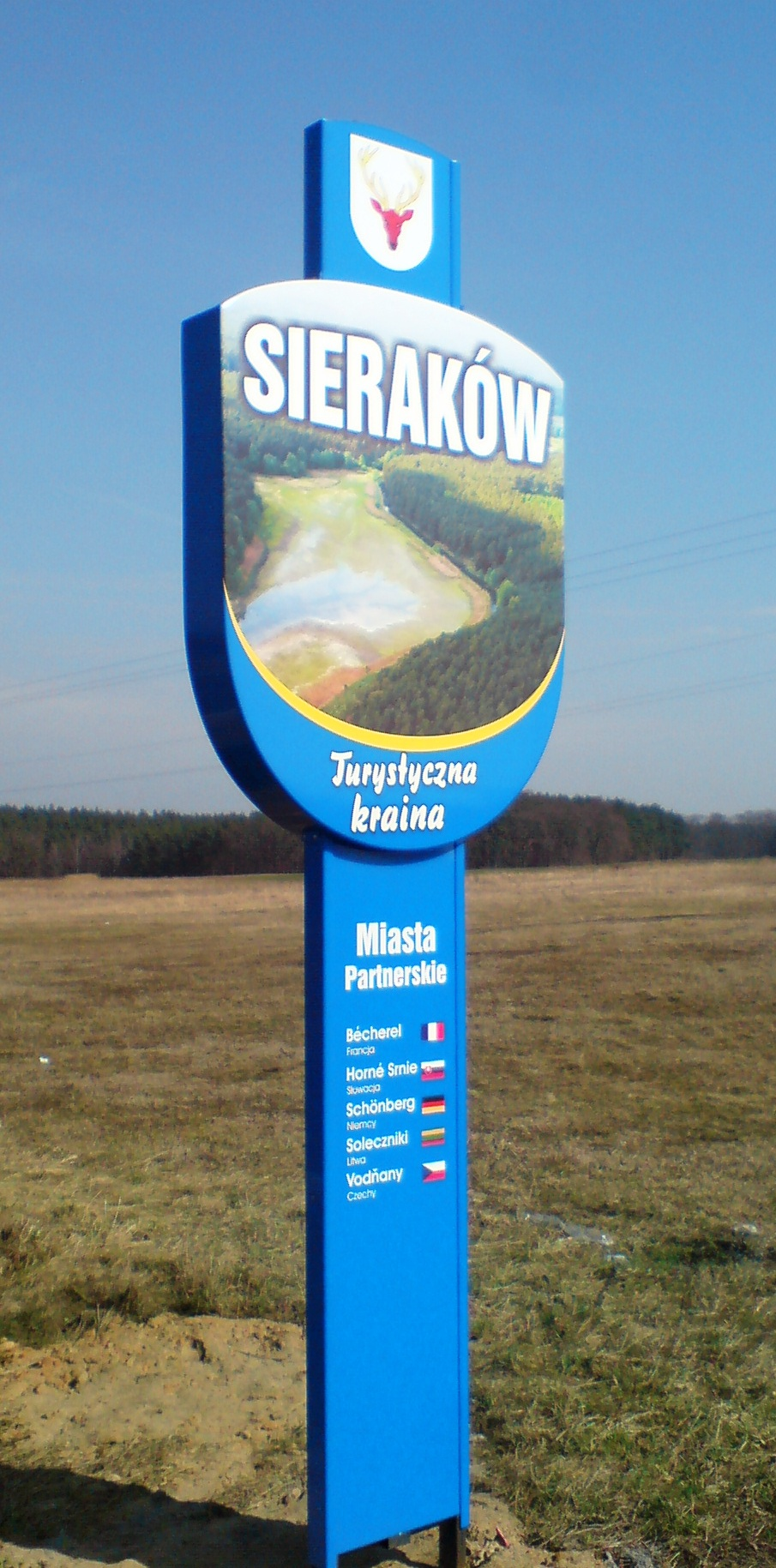
Lista miast partnerskich na znaku powitalnym, przy wjeździe od południowej granicy miasta

| miejscowość partnerska | miejscowość partnerska | rodzaj współpracy                                            | źródło        |
| ---------------------- | ---------------------- | ------------------------------------------------------------ | ------------- |
| Czechy                 | Vodňany                | porozumienie o współpracy (2004); wymiana grup artystycznych | [ 27 ]        |
| Niemcy                 | Schönberg              | stowarzyszenie; wymiana młodzieży                            | [ 27 ] [ 28 ] |
| Francja                | kanton Bécherel        | wymiana grup artystycznych                                   | [ 27 ]        |
| Litwa                  | gmina Soleczniki       | umowa o partnerstwie (2009)                                  | [ 29 ]        |
| Słowacja               | Horné Srnie            | wymiana grup artystycznych                                   |               |